# 丁此呂
丁此呂（1550年—？），字右武，號勺原、又号芍原，江西南昌府新建縣人，民籍，晚明政治人物。

## 生平
隆慶四年（1570年）庚午科江西鄉試第六十八名舉人，萬曆五年（1577年）丁丑科進士。十一年八月由漳州府推官征授山东道御史。慈宁宫发生火灾，请撤鰲山，停织造、烧造，赦还因建言而被贬斥的大臣，清除张居正余党，并尽快诛杀徐爵、游七。报闻。
万历十二年，因弹劾礼部侍郎高启愚，谪潞安府推官。历迁南京太仆寺丞，十四年二月，升湖广佥事，十七年四月升四川左参议，十八年八月升陕西庄浪兵备副使，改浙江副使，二十一年九月升湖广布政使司右参政。二十三年被考察，以不謹閑住。不久被逮捕入京，十二月论黜，谪戍廣東边疆。尋以薦起天津海防贊畫，未赴卒。《明史》有傳。

## 家族
曾祖丁大章，累贈通議大夫南京兵部右侍郎；祖父丁以忠，號南溪，曾任南京兵部右侍郎 累進資政大夫；父丁運（1518年-1571年），字易昇，號少溪。母鄒氏。重庆下。兄丁此周（官生）。從弟丁此召、此弼、此元、此良、此申、此仲、此谋。
子丁立正、丁立两、丁立參、丁立悟。